# Хромосома 20 (людина)

Ідіограма 20-ї хромосоми людини

Хромосома 20 — одна з 23 пар хромосом людини. За нормальних умов у людей дві копії цієї хромосоми. 20-та хромосома має в своєму складі 59,187,298 млн або 2-2.5 % від загальної кількості нуклеотидів в ДНК клітин.
Ідентифікація генів кожної хромосоми є пріоритетним напрямком наукових досліджень в генетиці. Проте, дослідники застосовують різні підходи щодо визначення кількості генів в кожній хромосомі, внаслідок цього дані щодо їх кількості демонструють різні цифри. Це також стосується і хромосоми 20, в якій налічується понад 900 генів.

## Гени 20-ї хромосоми
- AHCY — S-аденозилгомоцистеїн гідролаза
- ARFGEF2
- ASIP
- BMP2
- CSE1L
- DNAJC5
- EDN3 — ендотелін 3
- EEF1A2
- EIF2S2
- EIF6
- GSS — глутатіон синтетаза
- GNAS1 — Gs альфа субодиниця (мембраний G-протеїн)
- JAG1
- MAPRE1
- NCOA3 — коактиватор ядерних рецепторів 3
- PANK2 — пантотенат кіназа 2
- PSMA7
- PRNP — пріоновий протеїн (p27-30)
- PYGB
- SALL4
- SRSF6
- TOP1
- tTG — тканинна трансглутаміназа
- VAPB
- YWHAB

## Хвороби та розлади
Різноманітні аномалії в структурі хромосоми 20 можуть призводити до виникнення наступних хвороб та розладів:
- Фатальне сімейне безсоння
- Синдром звивистих артерій
- Недостатність аденозинової деамінази
- Синдром Алажілля
- Синдром Маккюна—Олбрайта
- Целіакія
- Галактосіалідоз
- Пріонова хвороба
- Синдром Ваарденбурга